# Circuit integrat híbrid

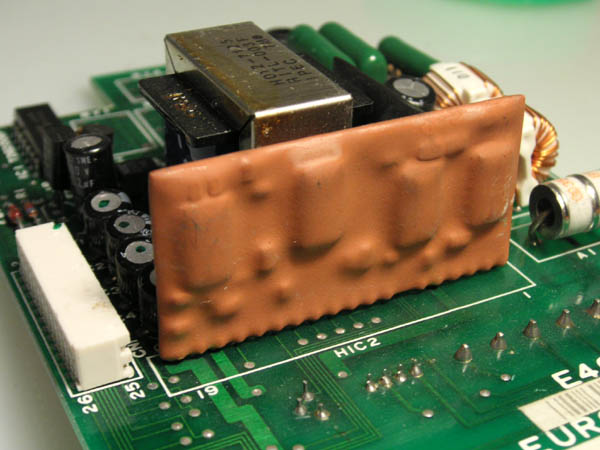
Un circuit híbrid encapsulat (taronja-epoxi) en una placa de circuit imprès.

Un circuit integrat híbrid (amb acrònim anglès HIC), microcircuit híbrid, circuit híbrid o simplement híbrid és un circuit electrònic miniaturitzat construït per dispositius individuals, com ara dispositius semiconductors (per exemple, transistors, díodes o circuits integrats monolítics) i components passius (per exemple, resistències, inductors, transformadors, etc.) i condensadors), units a un substrat o una placa de circuit imprès (PCB). Un PCB que tingui components en una placa de cablejat imprès (PWB) no es considera un autèntic circuit híbrid segons la definició de MIL-PRF-38534.
"Circuit integrat ", tal com el terme s'utilitza actualment, es refereix a un IC monolític que difereix notablement d'un HIC en què un HIC es fabrica interconnectant una sèrie de components en un substrat, mentre que els components (monolítics) d'un IC es fabriquen en sèrie. de passos completament en una sola hòstia que després es talla a daus en xips. Alguns circuits híbrids poden contenir circuits integrats monolítics, especialment circuits híbrids de mòduls multixip (MCM).

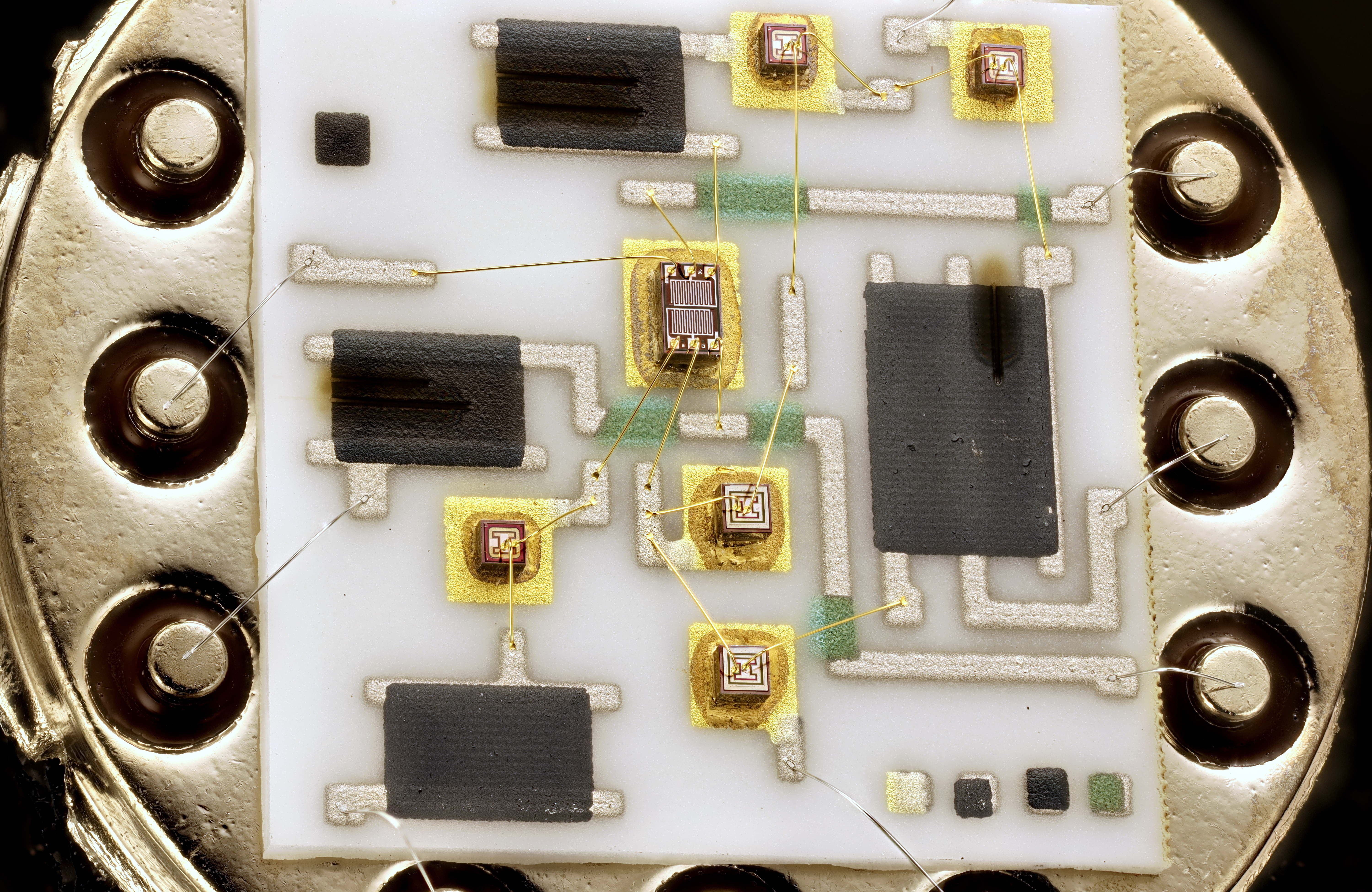
Un amplificador operacional híbrid sobre un substrat ceràmic amb resistències de pel·lícula gruixuda retallades amb làser.

Els circuits híbrids es podrien encapsular en epoxi, com es mostra a la foto, o en aplicacions militars i espacials, es va soldar una tapa al paquet. Un circuit híbrid serveix com a component en una PCB de la mateixa manera que un circuit integrat monolític; la diferència entre els dos tipus de dispositius està en com es construeixen i es fabriquen. L'avantatge dels circuits híbrids és que es poden utilitzar components que no es poden incloure en un CI monolític, per exemple, condensadors de gran valor, components enrotllats, cristalls, inductors. En aplicacions militars i espacials, nombrosos circuits integrats, transistors i díodes, en la seva forma de matriu, es col·locarien sobre un substrat de ceràmica o de beril·li. El cable d'or o d'alumini s'uniria des dels coixinets de l'IC, del transistor o del díode al substrat.
La tecnologia de pel·lícula gruixuda s'utilitza sovint com a mitjà d'interconnexió per a circuits integrats híbrids. L'ús d'interconnexió de pel·lícula gruixuda serigrafiada proporciona avantatges de versatilitat respecte a la pel·lícula prima, tot i que les mides de les característiques poden ser més grans i les resistències dipositades més amples en tolerància. La pel·lícula gruixuda multicapa és una tècnica per millorar la integració mitjançant un dielèctric aïllant serigrafiat per garantir que les connexions entre capes es realitzin només quan sigui necessari. Un avantatge clau per al dissenyador de circuits és la llibertat total en l'elecció del valor de la resistència en la tecnologia de pel·lícula gruixuda. Les resistències planars també estan serigrafiades i s'inclouen en el disseny d'interconnexió de pel·lícula gruixuda. La composició i les dimensions de les resistències es poden seleccionar per proporcionar els valors desitjats. El valor final de la resistència es determina pel disseny i es pot ajustar mitjançant un retall làser. Una vegada que el circuit híbrid s'omple completament de components, es pot aconseguir un ajustament abans de la prova final mitjançant un retall làser actiu.